# قوطوربلاغ
قوطوربلاغ یک روستا در ایران است که در دهستان قشلاق جنوبی واقع شده‌است. قوطوربلاغ ۱۸۴ نفر جمعیت دارد.